# Coniceromyia arizonensis
Coniceromyia arizonensis är en tvåvingeart som beskrevs av Borgmeier 1962. Coniceromyia arizonensis ingår i släktet Coniceromyia och familjen puckelflugor.
Artens utbredningsområde är Arizona. Inga underarter finns listade i Catalogue of Life.